# Kurnool (stad)
Kurnool is een stad in de Indiase staat Andhra Pradesh. De stad de hoofdplaats van het gelijknamige district Kurnool en had 269.122 inwoners in 2001.
De stad is meer dan 2000 jaar oud en had voor de komst van de Britten de naam Kandenaolu.

## Geografie

### Klimaat
| Maand                                      | jan  | feb  | mrt  | apr  | mei  | jun  | jul  | aug  | sep  | okt  | nov  | dec  | Jaar |
| ------------------------------------------ | ---- | ---- | ---- | ---- | ---- | ---- | ---- | ---- | ---- | ---- | ---- | ---- | ---- |
| Hoogste maximum (°C)                       | 37,4 | 39,9 | 43,3 | 45,1 | 47,0 | 45,6 | 39,9 | 38,9 | 38,7 | 38,4 | 39,0 | 38,9 | 47,0 |
| Gemiddeld maximum (°C)                     | 31,9 | 35,1 | 38,3 | 40,4 | 40,7 | 36,3 | 33,8 | 32,9 | 33,0 | 32,9 | 31,6 | 30,9 | 34,8 |
| Gemiddelde temperatuur (°C)                | 24,9 | 27,7 | 31,1 | 33,6 | 34,2 | 30,9 | 29,2 | 28,4 | 28,4 | 27,8 | 25,8 | 24,3 | 28,9 |
| Gemiddeld minimum (°C)                     | 17,9 | 20,2 | 23,8 | 26,8 | 27,6 | 25,5 | 24,5 | 23,9 | 23,8 | 22,8 | 20,1 | 17,8 | 22,9 |
| Laagste minimum (°C)                       | 11,1 | 12,5 | 16,0 | 18,2 | 20,2 | 17,6 | 13,1 | 14,0 | 14,0 | 16,8 | 9,2  | 10,6 | 9,2  |
| Bron: https://weatherlabs.in/हिंदी/जलवायु/कुरनूल/ |      |      |      |      |      |      |      |      |      |      |      |      |      |